# 第一鉄

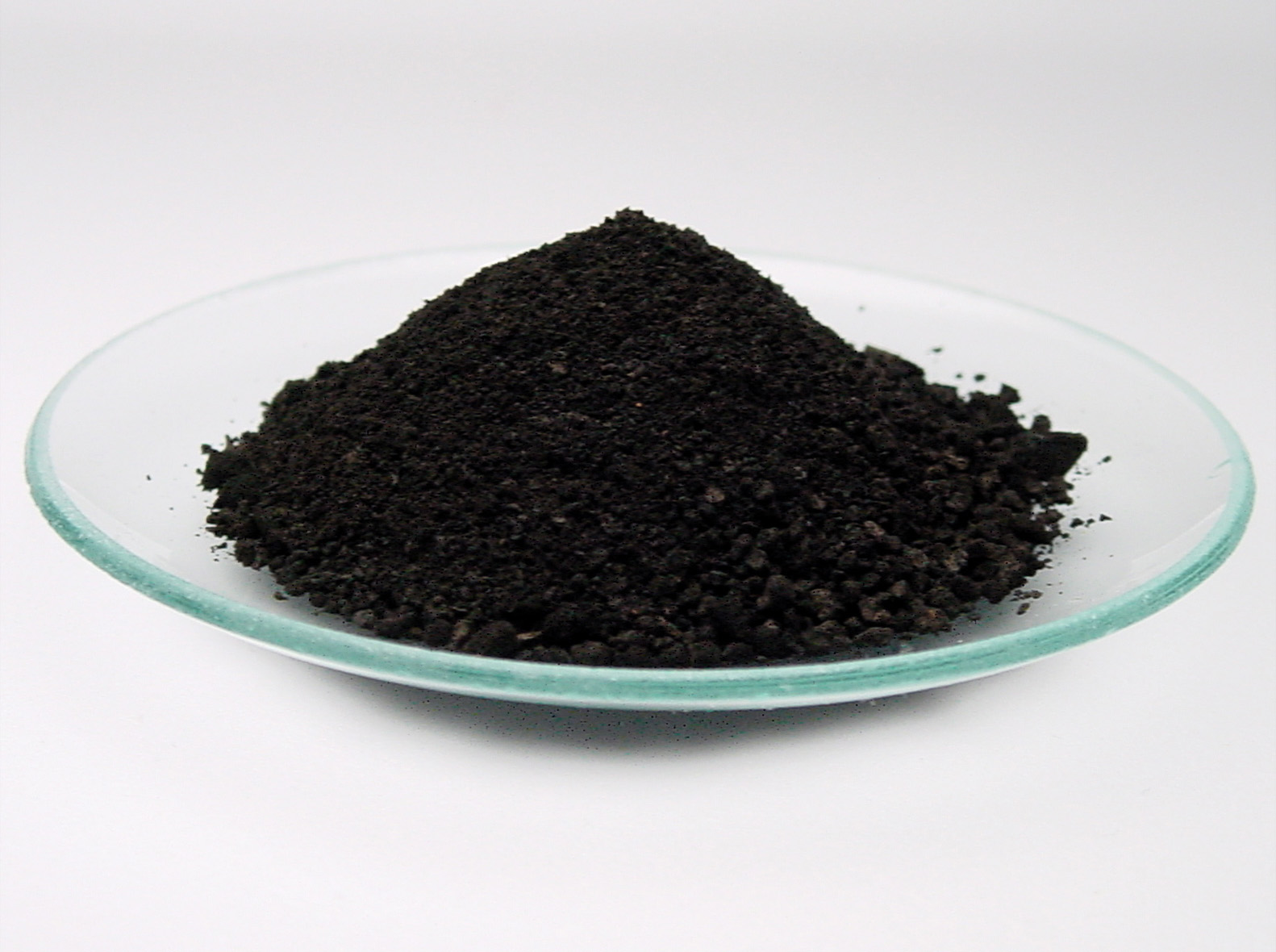
酸化第一鉄(ferrous oxide)は厳密には酸化鉄(II)と呼ばれる。

第一鉄（だいいちてつ、ferrous、Fe2+、鉄(II)、iron(II)）とは、二価鉄化合物（酸化数+2）を指す化学用語で、対するものに三価鉄化合物（酸化数+3）を指す第二鉄（ferric、Fe3+）がある。

水溶液中の鉄のプールベダイアグラム

化学以外では、ferrousは鉄の存在を表す形容詞として用いられる。この用語は鉄を意味するラテン語のferrumが由来である。